# Eva Erben
Eva Erben (Erbenová) (hebräisch אווה ארבן; geboren am 24. Oktober 1930 in Tetschen, Tschechoslowakei als Eva Löwidt (Löwitová bzw. Löwidtová)) ist eine Holocaust-Überlebende und eine tschechisch-israelische Schriftstellerin, die als Zeitzeugin auftritt. International bekannt wurde sie durch die Publikation ihres Buchs Mich hat man vergessen: Erinnerungen eines jüdischen Mädchens, in dem sie das Martyrium ihrer Familie in KZs und auf Todesmärschen beschreibt. Es wurde in mehrere Sprachen übersetzt.

## Familie und Heimat
Eva Löwidt (Löwitová bzw. Löwidtová) wurde 1930 in Tetschen unweit der deutschen Grenze in der Tschechoslowakei geboren. Ihr Vater Jindřich (* 18. Januar 1895) war Chemieingenieur, Erfinder und besaß eine Gummifabrik in Volyně, ihre Mutter Marta (* 17. Juli 1901) war gelernte Bürokauffrau und Hausfrau. Evas Familie war eine jüdische, assimilierte Familie, welche ihren Glauben nicht streng orthodox lebte. Zuhause stellte man einen Weihnachtsbaum auf, Kerzen zu Chanukka und feierte die hohen jüdischen Feiertage. Sie spielte mit christlichen und jüdischen Freunden und Freundinnen. Sie ging in einen deutschen Kindergarten. Zuhause sprach Eva Deutsch und Tschechisch.
Ab 1936 lebte die Familie in Prag mit der Adresse Prag XIII, V Olšinách 1330. Das Unglück brach 1939 in ihr Leben ein, als sie beim Kauf von Eis ein Plakat vor der Konditorei las: „Hunde und Juden haben keinen Zutritt“. Es gab von Freunden für Eva die Möglichkeit der Auswanderung nach Großbritannien und danach in die USA, was aber von Eva verweigert wurde, da sie allein ohne Eltern hätte emigrieren müssen. In den folgenden Jahren verschlechterte sich die Lage dramatisch. Das Bankkonto wurde gesperrt, ihr Vater aus seiner Firma gedrängt. Vermögenswerte wie Auto, Radio, Pelze und Skier wurden von der Gestapo konfisziert. Auch ihr Kanarienvogel sollte abgeliefert werden, den sie aber frei ließ. Ab Sommer 1939 wurde der Schulbesuch für jüdische Kinder verboten. Eva erhielt zusammen mit anderen jüdischen Kindern Privatunterricht von einer Lehrerin, die als Jüdin ebenfalls entlassen wurde.
1938 fragte ihre Elterngeneration: „Wie lange kann Hitler noch existieren?“. 1938 zu den Novemberpogromen fragten sich die Leute, wie das in einem so zivilisierten Land passieren konnte, im Land von Johann Wolfgang von Goethe.

## Deportationen, Shoa und KZs
Deportation ins Ghetto Theresienstadt
Mit elf Jahren wurde Eva Erben Ende 1941 mit ihrer Familie nach Theresienstadt, dann 1944 nach Auschwitz deportiert. Der Deportationsbescheid zur Zwangsumsiedlung wurde einen Tag vorher überreicht. Eva konnte nur ihre Puppe Hanna, ein paar Malstifte und das Tagebuch einpacken. Wäsche, Strümpfe und Jacken musste sie doppelt anziehen.
Auf diesem Fußmarsch vom Bahnhof Bauschowitz ins Ghetto Theresienstadt wurde der elfjährigen Eva schlagartig klar:

„Wir Kinder merkten, dass unsere Eltern nicht länger die starken Persönlichkeiten waren, die unser Leben organisierten. Ganz plötzlich waren wir erwachsen. […] Kein Mensch würde uns helfen können. Von jetzt an würden wir uns um uns selbst kümmern müssen, um es den Eltern leichter zu machen.“

1942 als zwölfjähriges Mädchen trat Eva Erben in der Kinderoper Brundibár in 55 Vorstellungen im Ghetto Theresienstadt auf. Von dem Theresienstädter Kindertheater-Ensemble überlebten nur vier Kinder, alle anderen wurden in Auschwitz ermordet. Ihr gab die Kinderoper den Mut, „dass das Gute gewinnen wird, das Schlechte kann nicht ewig dauern“. Mit 13 Jahren herrschte Arbeitspflicht, sie musste in den Festungsgräben Gemüsebeete anlegen.
Trotz Ghetto blickte Eva Erben später mit vielen schönen Erlebnissen mit viel Musik, Theater, Literatur und Kunst auf diese Zeit zurück, als gute Lehre fürs Leben. Das reiche, kulturelle Leben half die schrecklichen Zeiten und schwierigen Umstände (keine Medikamente, Essen etc.) zu überleben. Ältere Generationen haben dies so nicht wahrgenommen. Für sehr viele Häftlinge, besonders für Kinder, Jugendliche unter 18, Ältere und Kranke, bedeutete das Ghetto Theresienstadt den sicheren Tod in Auschwitz.
Eva Erben hat in Theresienstadt den für die Ermordung von über 6 Mio. Juden verantwortlichen Adolf Eichmann erlebt, der für „Verbrechen gegen das jüdische Volk“, „Verbrechen gegen die Menschlichkeit“, „Kriegsverbrechen“ und die „Mitgliedschaft in einer verbrecherischen Organisation“ 1962 in Israel zum Tode verurteilt wurde. Auch wenn die Lebensbedingungen im Muster-Ghetto Theresienstadt besser waren als in anderen Lagern, gab es harte Strafen, Folterungen und Hinrichtungen. Innerhalb von 3 Jahren starben mehr als 30.000 Menschen. Von den mehr als 15.000 Ghetto-Kindern (unter 14) wurden die meisten nach Auschwitz deportiert und dort getötet, überlebt haben nur wenige, darunter Eva.
KZ Auschwitz-Birkenau und Außenlager Schlesiersee des KZ Groß-Rosen
Am 4. Oktober 1944 erfolgte die Deportation (Transport Cr, Nr. 177) ins Vernichtungslager Auschwitz-Birkenau. Eva wurde von ihrer Mutter getrennt und gab als Alter 18 (geb. 26. Oktober 1926) an. Ältere Mütter und Kinder (unter 15) wurden direkt in den Gaskammern ermordet. Sie war zeitgleich mit der fast gleichaltrigen Anne Frank im KZ Auschwitz-Birkenau, welche im März 1945 im KZ Bergen-Belsen an Fleckfieber verstarb. Die Frauen mussten Panzergräben ausheben.  Wer keine Kraft mehr hatte oder sonst als schwächlich auffiel, wurde selektiert und ermordet u. a. vom SS-Lagerarzt Josef Mengele. Eva und ihre Mutter überstanden dreimal diese Selektionen, wo sie z. T. stundenlang nackt zum Appell antreten mussten.  Von den 2484 von Theresienstadt nach Auschwitz im Transport Cr, Nr. 177 Deportierten, wurden 2452 ermordet, überlebt haben bis Kriegsende nur 32. Eva Erben entkam nur knapp dem Schicksal der 216.300 deportierten jüdischen Kindern. Nur 451 jüdische Kinder unter 14 Jahren überlebten Auschwitz, alle anderen Kinder wurden ermordet. Ihre KZ-Nummer war A 1673. Das A stand dabei für Transportjuden.
Von Birkenau erfolgte ca. 6 Wochen später die Verlegung ins KZ-Außenlager Schlesiersee ein Außenkommando des Konzentrationslagers Groß-Rosen.  Der sogenannte Einsatzträger war die Organisation Todt. An das KZ-Außenlager Schlesiersee erinnert eine Gedenkstätte der Gesellschaft für Sächsisch-Polnische Zusammenarbeit.
Tod von Evas Vater nach der Deportation von Auschwitz zum KZ-Außenlagerkomplex Kaufering 
Ihr Vater Jindřich wurde am 28. September 1944 nach Auschwitz (Transport Ek, Nr. 308) deportiert, danach mit einem der sogenannten Evakuierungstransporte aus dem frontnahen Konzentrationslager zum KZ-Außenlagerkomplex Kaufering. Dieser Ort waren dramatisch überfüllt; die Gefangenen waren mörderischen Haft- und Arbeitsbedingungen ausgesetzt. Die katastrophalen Lebensbedingungen führten zum Ausbruch einer Typhusepidemie. Am 24. Januar 1945 starb Jindřich Löwidt im KZ-Außenlagerkomplex Kaufering des KZ-Dachau an Typhus. Von den etwa 41.500 Menschen, die zwischen 1933 und 1945 ihr Leben im KZ Dachau mit Außenstellen verlieren, stirbt über ein Drittel im letzten halben Jahr des Krieges.

## 700 km Todesmärsche und Rettung
Erster Todesmarsch zum KZ Flossenbürg
Eva Erben wurde mit ihrer Mutter Marta am 21. Januar 1945 auf einen sogenannten Todesmarsch zum KZ-Außenlager Helmbrechts des KZ Flossenbürg nach Bayern gezwungen. Endziel war ursprünglich das KZ Dachau. Der Todesmarsch nach Volary dauerte mit Zwischenstationen 106 Tage. Wer unterwegs zu erschöpft war, um zu marschieren, wurde erschossen. Die Häftlinge wurden von der für ihre Brutalität berüchtigten SS-Division Totenkopf bewacht. Am 28. Januar 1945 erreichten die Frauen aus Schlesiersee das  Zwangsarbeitslager Grünberg nordwestlich von Breslau. Ein, zwei Tage später wurde das Lager evakuiert. Am 31. Januar erreichten sie das Lager Am Schwedenwall in Christianstadt, ein Arbeitslager für jüdische Frauen, das etwa 40 km südwestlich von Grünberg lag. Am 2. Februar 1945, nach einem Aufenthalt von etwa zwei Tagen im Lager Christianstadt, ging der Marsch weiter. Christianstadt war zu dieser Zeit von vielen Ost-Flüchtlingen völlig überlaufen und wurde wegen des Anrückens der russischen Armee vollständig evakuiert.
Am 6. März 1945 trafen 621 jüdische Frauen im KZ-Außenlager Helmbrechts ein, 479 jüdische Frauen überlebten diese Marschetappe von Schlesiersee nicht. Die Lebensumstände in dem viel zu kleinen Lager verschlechtern sich dramatisch. Alle jüdischen Frauen aus Auschwitz, u. a. Eva und ihre Mutter, waren nach über 600 km zu Fuß unterernährt und hatten Erfrierungen, vor allem an den Füßen, viele litten an Darmerkrankungen, einige sogar an Wasserkrebs. Eva Erben beschreibt ihre traumatischen Erlebnisse in ihrem autobiographischen Buch:

„Täglich legten wir dreißig bis vierzig Kilometer zurück. Nachts schliefen wir bei eisiger Kälte unter freiem Himmel. Wir lebten von Abfall, Gräsern und Zweigen, die wir am Straßenrand fanden. Unseren Durst stillten wir mit Schnee. Die einzige Mahlzeit des Tages erhielten wir abends: eine wässrige Suppe und eine Scheibe Brot.“

Zweiter Todesmarsch und Tod der Mutter
Vom KZ-Lager Helmbrechts setzte am 13. April 1945 wegen des Annäherns der amerikanischen Armee (15 km entfernt) ein neuer Todesmarsch erst in Richtung Osten nach Zwodau an, der dann umgeleitet wurde, wegen anrückender russischer Truppen, nach Volary in Süd-Tschechien. An diesen Todesmarsch erinnert die Gedenkstätte Langer Gang. Dieser letzte Todesmarsch wurde erst am 4. Mai 1945 in Volary durch die Amerikaner gestoppt. Etwa 200 Frauen sterben während dieses letzten Marsches an Entkräftung oder werden ermordet (darunter Evas Mutter). Von den ca. 1.000 Frauen vom Außenlager Schlesiersee des KZ Groß-Rosen und den ca. 300 Häftlingen des Außenlagers Grünberg überlebten ca. 350.
Ihre Mutter Marta starb völlig entkräftet in einem Nachtlager auf diesem letzten Todesmarsch am 17. April 1945 im Außenlager Svatava des KZ Flossenbürg, was Eva traumatisierte. Ihre letzten Worte waren:

„‚Es tut mir leid, Eva. Ich muß dich verlassen, ich kann nicht mehr ...', sie küsste mich und sah mich mit Augen an, aus denen der Tod starrte.“

Nach dem Tod der Mutter, den sie nicht akzeptieren konnte, war Eva am Boden zerstört, dem Tode nahe, apathisch, wog nur noch 28 Kilo und konnte kaum noch essen und gehen. Rückblickend war für Eva Erben „der Todesmarsch am Ende, das Schrecklichste vom Schrecklichen, das war wirklich eine Hölle“.
Flucht und beinahe Tod
Eva Erben gelang auf der letzten Strecke des Todesmarsch nach Volary die Flucht. Sie hat auf dem Todesmarsch in einer Scheune in von einer Kuh erwärmtem Heu geschlafen, wurde von den Wachhunden nicht gefunden und von der SS vergessen. Sie wurde von einem polnischen Jungen gefunden, welcher Zwangsarbeiter war. Dieser gab ihr etwas zu trinken und zu essen und sagte es wäre besser wenn sie geht, da der Hof einem deutschen Bauern gehört. Sie ging danach einige Tage alleine weiter und gestaltete ein Grab für ihre Mutter in der Nähe einer Eisenbahnlinie. Hier begegnete sie einem desertierten, jungen Soldaten (um den 20. April 1945), der Brot und Kaffee mit ihr teilte und ihr sagte, dass der Krieg fast zu Ende ist. Danach traf sie auf eine Gruppe Jugendlicher, welche ihr sagten, das sie im nahen  tschechischen Dorf Hilfe bekommen würde. Sie war körperlich so geschwächt, dass sie nicht mit den Jugendlichen mitgehen konnte und teilweise auf allen Vieren kriechen musste.
Nahe dem Dorf wurde sie fast von einem Wachsoldaten erschossen, das Gewehr war schon durchgeladen, sie entkam jedoch dem eigenen Tod, weil ein zweiter Soldat sagte: »Lass sie gehen, die krepiert von allein. Ist schade um die Kugel«.
Rettung durch Familie Jahn
Bauer Kryštof Jahn und seine Frau Ludmila fanden die bewusstlose Eva Löwidt um den 20. April 1945 (Eltern eines der Jugendlichen) in der Nähe ihres Dorf Postrekov und nahmen sie mit in ihr Haus. Durch eine Hebamme verordnet, wurde ihr eine Woche Muttermilch gegeben, damit sie wieder zu Kräften kam. Der untersuchende Arzt der befreiten jüdischen Frauen dieses Todesmarschs beschreibt den gesundheitlichen Zustand mit folgenden Worten: „Auf den ersten Blick schockierte mich der Anblick dieser Menschen zutiefst. Ich hatte mir nie auch nur vorstellen können, dass jemand so verhungert und abgemagert sein kann und selbst unter diesen Umständen noch lebt.“
Bis Kriegsende wurde sie von der Bauernfamilie Jahn unter dem Küchenboden versteckt. Sie kümmerten sich sorgend um Eva, erstmals schlief sie seit Jahren wieder in einem richtigen Bett und hatte genug warmes Essen. Abends durfte Eva aus dem Versteck aufsteigen und Zeit mit der Familie verbringen. Sie behandelten Eva wie ihre eigene Tochter, Eva nannte ihren Retter Onkel Jahn und Tante Ludmila. Eva Erben musste, da die christliche Familie Jahn und das Dorf sehr gläubig (katholisch) war, einige Zeit den Rosenkranz mitbeten und in die Kirche gehen. Die Rituale hatte sie von ihrer katholischen Hausangestellten in Erinnerung. Sie legte sich den nicht-jüdischen Nachnamen Karel zu. In der Familie lebte, so Eva Erben, der lebendige Gott. Sie offenbarte erst nach Ende des Kriegs, das sie Jüdin ist, was aber die Gastfamilie schon ahnte bzw. wusste. Ihr neuer Name war Eva Jahn. Der Abschied von ihrer neuen Familie Jahn fiel Eva sehr schwer.
1966 besuchte Eva Erben mit ihrer Familie erstmals unangekündigt ihre Retter auf einer Europareise, zu welcher kein Kontakt bestand. Ihr Mann Peter, die Kinder und Eva Erben selbst erfuhren dort erstmals von Onkel Jahn ihre Rettungsgeschichte und die dramatischen Umstände ihrer Rettung. 21 Jahre konnte Eva Erben darüber nicht reden. Das Wiedersehen wurde am nächsten Tag spontan mit der ganzen Dorfgemeinschaft gefeiert. Eva Erben wurde später Ehrenbürgerin der Gemeinde Postřekov.
Ehepaar Jahn - Gerechte unter den Völkern
Ihren Rettern aus Possigkau, Kryštof und Ludmila Jahn, wurde von der israelischen Gedenkstätte Yad Vashem 1983 der Ehrentitel Gerechte unter den Völkern verliehen. Die Nachfahren der Familie leben heute noch in dem Haus und sind mit Eva Erben freundschaftlich verbunden.
Eva Erben drückt ihren Dank mit folgenden Worten aus:

„Kristof und Ludmila Jahn haben mich nicht nur körperlich gerettet, indem sie sich um mich gekümmert und mich vor den Deutschen versteckt haben, sondern auch geistig mit ihrer unbegrenzten Liebe und ihrem fortgeschrittenen Wissen. Heute habe ich das Gefühl, ich schulde ihnen mein Leben.“

Untersuchungen zum Todesmarsch von Schlesiersee nach Volary
Die Massenmorde der ca. 100 Todesmärsche von KZ-Häftlingen der NS-Zeit wurden lange Zeit verdrängt. Zwischen Herbst 1944 und Mai 1945 wurden etwa 250.000  Menschen auf  Todesmärschen „ermordet – erschossen, erschlagen, in Scheunen verbrannt; die Menschen verhungerten und starben an Entkräftung oder Seuchen“. Kein KZ-Häftling sollte, so lautete der Befehl von Heinrich Himmler, lebend von den alliierten Befreiern angetroffen werden. International bekannt wurden die Todesmärsche durch Daniel J. Goldhagens Publikation Hitlers willige Vollstrecker, welcher den Todesmärschen zwei Kapitel widmete. Arno Lustiger mahnte in seiner Rede zum Holocaust-Gedenktag des Deutschen Bundestag am 27. Januar 2005 die fehlende historische Aufarbeitung der Todesmärsche von KZ-Häftlingen an, denen mehrere hunderttausend Häftlinge auf den Straßen des Deutschen Reichs zum Opfer gefallen waren. Seit 2005 hat sich der Forschungsstand verbessert, 2011 erschien eine erste Monographie. Die historische Aufarbeitung des Todesmarsch von Eva Erben erfolgte durch den Lokalhistoriker Hans Brenner, der durch mühlevolle Archivarbeit erstmals die Route des Todesmarschs nach Volary detailliert rekonstruiert hat.
Todesmärsche als Verbrechen gegen die Menschlichkeit
Martin C. Winter hat in seinem Buch Gewalt und Erinnerung im ländlichen Raum. Die deutsche Bevölkerung und die Todesmärsche die sogenannten Konzentrationslager auf Wanderschaft untersucht. Auch die juristische Aufarbeitung der Todesmärsche ist nach Martin C. Winter Eine Geschichte des Scheiterns, denn die „Zahl der dafür zur Verantwortung gezogenen Täter, Beihelfer und Unterstützer war ausgesprochen überschaubar und stand in keinem Verhältnis zu den Dimensionen der begangenen Gräueltaten“. Auch der Todesmarsch nach Volary, wo Eva Erben, ihre Mutter und 1.300 jüdische KZ-Häftlinge ein Martyrium durchlitten, zahlreiche Verbrechen gegen die Menschlichkeit in barbarischer Weise verübt wurden, und fast 1.000 jüdische Frauen ermordet wurden und starben, wurde juristisch nur punktuell aufgearbeitet. 1947 ermittelten die amerikanischen Justizbehörden bzgl. Außenlager Helmbrechts ohne Anklage zu erheben, der Lagerleiter Alois Dörr wurde 1969 zu lebenslanger Haft verurteilt.

## Neues Leben und Aufklärungsarbeit
Israel
Nach einem kurzen Aufenthalt bei einer Tante in Ostböhmen ging sie nach der 5. Klasse nach Prag zurück, wo sie im jüdischen Waisenhaus aufgenommen wurde. Sie machte eine Ausbildung als Krankenschwester, eigentlich wollte sie Ärztin oder Schauspielerin werden. Sie war in dieser Zeit, obwohl aus einem wohlhabenden Elternhaus, völlig mittellos. In Prag verliebte sie sich in Peter Erben (Erbenová), einen ehemaligen Jugendleiter von Theresienstadt, den sie bereits kannte. Eva und Peter wurden ein Paar. Mit 17 wurde sie schwanger, am 31. Oktober 1948 heirateten sie in Paris. Nach der Staatsgründung Israels reifte die Idee, statt nach Australien nach Israel auszuwandern, wozu sie ein Visum hatte. Mit einem ausländischen Einreisevisum des Konsuls von Guatemala für Peter (per forma) wanderte sie als einzige Überlebende ihrer Familie mit ihrem Mann Peter 1949 nach Israel aus. Ihre Familie lebt in Aschkelon, wo sie ein neues Leben aufbaute und lange als Krankenschwester, auch Araber aus Gaza pflegte. Ihr Mann baute eine Baufirma auf.
Aufarbeitung ihrer Shoa
Erst 35 Jahre später begann sie, sich mit ihrer Verfolgungsgeschichte auseinanderzusetzen. Am israelischen Holocaust-Gedenktag 1979 sollte Eva vor der Schulklasse ihres Sohnes Amir ihre Erlebnisse berichten. Davor interessierte sich keiner für ihre Geschichte, auch weil viele ihre Geschichte nicht glaubten und es auch eine Verdrängung der schrecklichen Ereignisse gab. Erst auf Wunsch ihrer erwachsenen Kinder schrieb Eva ihre Erlebnisse in ein Buch. Daraus entstand ein hebräisches Kinderbuch, das heute in vielen Sprachen vorliegt und 1981 erstmals veröffentlicht wurde. Auf Deutsch heißt es: »Mich hat man vergessen«.
Aufklärungsarbeit und Großveranstaltungen gegen Antisemitismus
Eva Erben berichtet bis heute, trotz ihres hohen Alters über ihre Leidensgeschichte, die Shoa, ihre Rettung und wie sie neue Kraft fürs Leben fand, in zahlreichen Veranstaltungen, in Schulen, Zeitungsartikeln, Interviews und in Filmen als Zeitzeugin, besonders für Kinder und Jugendliche. In der Regel nehmen 1.000 bis 5.000 Schüler von 14 bis 19 Jahren an den Großveranstaltungen mit Eva Erben teil, wie zuletzt in Friedrichshafen mit 1.500 Schüler und Schülerinnen.
Lehren aus der Nazi-Zeit 
Ihre Botschaft als Lehre ihrer Todeserfahrungen, der Menschenfeindlichkeit des Nazi-Regimes und von Auschwitz besonders an die jungen Menschen ist: Die junge Generation sollte ihre Verantwortung für die Zukunft erkennen, verstehen, dass das Leben ein großes Geschenk ist, was man Wert schätzen sollte, jeglicher Hass sollte überwunden werden und das Zusammenleben ob in Israel, mit den Arabern, auf der ganzen Welt sollte in Liebe und mit Verständnis gestaltet werden.
Ihre Botschaft an Schüler und Schülerinnen:

„Ihr müsst den demokratischen und humanistischen Weg wählen“

## Familiäres und Sonstiges
Eva und Peter bekamen 3 Kinder, haben 9 Enkel und 15 Urenkel. Sie waren fast 70 Jahre verheiratet. Peter Erben starb am 5. April 2017. Sie hat sowohl die israelische als auch die tschechische Staatsbürgerschaft. Sie ist seit Jahren mit dem Moderator Günther Jauch befreundet. Ihr Mann Peter Erben veröffentlichte 2001 seine Erinnerungen in dem Buch: Auf eigenen Spuren.
40 Jahre hat Eva Erben kein Deutsch gesprochen, sie wollte Deutschland ausradieren aus ihrem Leben. „Das Eis haben zwei deutsche Studenten gebrochen“, welche ihr Mann Peter Erben fast verdurstet nach Hause gebracht hat (als Schweden), welche mehr von ihrem Leben erfahren wollten.
Im Oktober 2023 nach dem Terrorangriff der Hamas auf Israel flüchtete sie kurzfristig in ihre alte Heimstadt Prag in die Tschechische Republik, Anfang 2024 kehrte sie nach Israel zurück.
Am Abend des 23. April 2025 sprach Eva Erben auf denn nationalen Gedenktag (Yom HaShoah) auf der Staatszeremonie in der Gedenkstätte Yad Vashem in Jerusalem. Das Motto 2025 lautete: „Aus der Tiefe: Die Qual der Befreiung und der Neubeginn“ – in Anlehnung an das 80. Jahr der Befreiung der nationalsozialistischen Lager am Ende des Zweiten Weltkriegs.
Im Mai 2025 wurde Eva Erben für ihren jahrzehntelangen Einsatz für Frieden und Menschlichkeit mit dem Bundesverdienstkreuz 1. Klasse ausgezeichnet. Die Verleihung erfolgte durch den deutschen Botschafter in Israel Steffen Seibert unter Teilnahme ihrer Familie.

## Ehrungen
- Ehrenbürgerin von Postřekov, Gemeinde der Rettung
- Trägerin der 1. Stufe der Verdienstmedaille (Tschechien)
- Gratias Agit Preis 2023 des Außenministeriums der Tschechischen Republik
- Bundesverdienstkreuz 1. Klasse 2025

## Werke, Filme und Dokumentationen
Werke
- Mich hat man vergessen: Erinnerungen eines jüdischen Mädchens. Deutsche Erstausgabe. Beltz & Gelberg, Weinheim,  1996. (Kinder- und Jugendbuch-Ausgabe)
- Fluchten: wie ein junges Mädchen den Holocaust überlebte. Hrsg. Daniel Baranowski und Uwe Neumärker: Stiftung Denkmal für die ermordeten Juden Europas, 2014. (erweiterte Autobiographie incl. historischer Dokumentation)
- Escape Story: How a Young Girl Survived the Holocaust. Sharron Publishing Services., 2011.
- u. Kummerow, Nadja (Verfasser): Mich hat man vergessen, im Unterricht : Lehrerhandreichung zum Bericht von Eva Erben (Klassenstufe 5 - 8). 2007

Filme mit und über Eva Erben
- Ansprache Eva Erben - Übertragung der Eröffnungszeremonie des Gedenktages für die Märtyrer und Helden des Holocaust 2025
- Stern TV: Holocaust-Überlebende Eva Erben: „Drei Wochen Auschwitz reichten für ein ganzes Leben“. 13. November 2024
- Stern TV: Zwei Konzentrationslager überlebt: Die bewegende Geschichte von Eva Erben | stern TV Talk mit Günther Jauch und Eva Erben. 13. November 2024
- phoenix.Jahrhundertzeugen: Eva Erben. 19. Januar 2024
- bibel TV: Gedenktag 27. Januar 2024. Gespräch Eva Erben und Günther Jauch
- Ausstellung "Operation Finale" - Zeitzeuginnengespräch mit Eva Erben
- Babylon: Eva Erbenová in Tschechisch mit Peter Erben
- houseboatfilms: Eva Erbenova, Surviving a Death March.2007
- 37 Grad (ZDF) - 2020: Wie Eva Erben den Holocaust überlebte
- ICEJ Deutschland: Sie hat Auschwitz überlebt: Zeitzeugin Eva Erben erinnert sich. 2021
- Your Story: The Greatest Story never told: 40 Years later. Eva Erben shares.2021
- Film Zeitzeugen. D/IL 2011, Interviewer: Barbara Kurowska, Daniel Baranowski, 189 Min

Dokumentationen und Literatur
- Bayerische Landeszentrale für politische Bildungsarbeit. Mit der Holocaust-Überlebenden Eva Erben im Gespräch
- Brenner, Hans. Todesmärsche und Todestransporte. Konzentrationslager Groß-Rosen und die Nebenlager, Chemnitz 2015
- Dobra, Felicitas. "Heranwachsen und Überleben im Holocaust Memoiren von Kindern und Jugendlichen Teil." 山口大学独仏文学 (2005): 17-44.
- Gesellschaft Adolf Rosenberger gGmbH: Adolf Eichmann – how to catch a nazi, München
- Erben, Eva . "Le dernier mot, inventaire. Récit de l’alyah d’une rescapéedes camps de Theresienstadt et Auschwitz." Tsafon. Revue d'études juives du Nord 77 (2019): 143-164.
- Rudorff, Andrea. Frauen in den Außenlagern des Konzentrationslagers Groß-Rosen, Berlin  2014
- Rudorff, Andrea. Die Lager Schlesiersee I und II. Außenlager des Konzentrationslagers Groß-Rosen, Dresden 2021.
- Stiftung Denkmal für die ermordeten Juden Europas - Verfolgung von Jugendlichen im Nationalsozialismus – Eine Online-Ausstellung
- Yanovsky, Sara O. M. "Remembering Theresienstädte: Oral History, Memory, and the Children of Theresienstadt." Theresienstadt–Filmfragmente und Zeitzeugenberichte: Historiographie und soziologische Analysen (2021): 241-265.

Weblinks
- Vor 1.500 Schülerinnen und Schülern Holocaust. Überlebende Eva Erben erzählt in Friedrichshafen aus ihrem Leben. SWR 14.11.2024
- Der Todesmarsch von Schlesiersee nach Valery . Yad Vashem – Internationale Holocaust Gedenkstätte
- Gedenkstätte Schlesiersee. Gesellschaft für Sächsisch-Polnische Zusammenarbeit e. V., Sachsen